# Pirus

## История группировки
Названия Piru происходит от названия улицы, где зародилась банда Piru Street в Комптоне. Банда была основана в 1969 году, но в 1971 столкнулась с жесткой конкуренцией со стороны более сильной афро-американской банды Crips. В 1971 году лидер Crips Рэймонд Вашингтон сблизился с Pirus в Комптоне, Калифорния. Pirus до 1972 года сотрудничала с Crips, так как Crips расположились в их окрестностях. В течение этого небольшого отрезка времени банда Pirus была известна под именем «Piru Street Crips» и её участники также носили традиционную форму Crips — синие банданы и синие кроссовки Allstar. Летом 1972 года между Crips и Pirus произошел конфликт, который перешел во вражду. Банда Pirus, как и многие другие банды, по численности не могли конкурировать с бандой Crips. Но всё же Pirus хотели закончить мирные взаимоотношения с Crips, поэтому они обратились к банде «Lueders Park Hustlers» за помощью. «Lueders Park Hustlers» согласились им помочь. В итоге Pirus организовали встречу, на которую пригласили все банды, на которые нападали Crips. Годом раньше Crips убили участника группировки «L.A. Brim», поэтому группировка Brims также присутствовала на встрече, как и Denver Lanes и Bishops. На встрече группировки обсуждали, как бороться с Crips, а также обсуждался вопрос о создании нового альянса, который мог бы противостоять Crips. Из-за того, что Crips носили синие банданы, банда Pirus и другие решили использовать противоположный цвет(красный), и начали объединяться в организацию, которая позже стала известна как альянс Bloods, в состав которой входили группировки Pirus, Brims, Athens Park Boys и Pueblos. Позже и другие банды, на которые нападали Crips, присоединялись к Bloods. В 1975 лидер Pirus Лайл «Бармен» Джозеф Томас был убит Crips.
В 2004 году из-за конфликтов внутри альянса Bloods Pirus в округе Лос-Анджелес отделилось от Bloods.
В настоящее время чтобы отличать себя от Bloods носящих ярко красную одежду, Pirus носят одежду бордово-розовых цветов.